# Transandinomys
Transandinomys é um gênero de roedor da família Cricetidae. Ocorre da Nicarágua ao leste do Equador e Venezuela. Musser e Carleton (2005) incluíram as espécies no gênero Oryzomys, entretanto, estudos cladísticos demonstraram uma maior relação das espécies com os gêneros Euryoryzomys e Hylaeamys.

## Espécies
- Transandinomys bolivaris (J.A. Allen, 1901)
- Transandinomys talamancae (J. A. Allen, 1891)